# تارگا ریسورسز
تارگا ریسورسز (انگلیسی: Targa Resources) شرکت نفت آمریکایی است.